# Saisie immobilière (France)

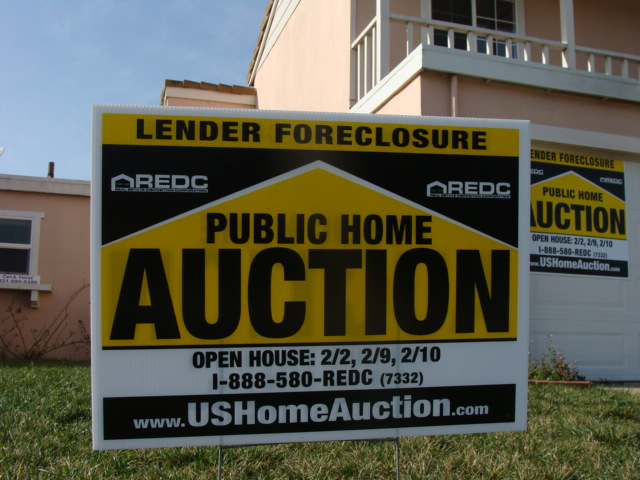
Maison à Salinas, Californie, sous saisie immobilière.

En droit français, la saisie immobilière est une saisie judiciaire qui permet de vendre (normalement, aux enchères publiques) un bien immobilier afin de rembourser des créanciers.
La procédure de saisie immobilière a été réformée en 2006 et est régie par les articles articles 2190 et suivants du code civil Abrogé par Ordonnance no 2011-1895 du 19 décembre 2011 - art. 4 (V) et par le livre III du code des procédures civiles d'exécution. Le juge de l'exécution (« JEX ») contrôle la régularité de la procédure, tranche les litiges qui peuvent naître à cette occasion et ordonne la vente du bien saisi. Auparavant, il existait un juge de la saisie immobilière.
Une saisie immobilière est mise en œuvre par un créancier dans le but de recouvrer sa créance. Il doit disposer pour cela d'un titre exécutoire, c'est-à-dire une décision de justice définitive, qui constate la dette et ordonne au débiteur de procéder au paiement. Le montant de la créance ne doit pas être dérisoire par rapport à la valeur du bien immobilier

## Conditions

### Situations pouvant justifier une saisie immobilière
Une saisie immobilière est généralement envisagée si, après avoir reçu diverses demandes de paiement (mises en demeure, notamment), le débiteur :
- ne verse pas les mensualités de remboursement d'un crédit immobilier,
- ou ne rembourse pas un ou plusieurs prêts à la consommation.

Compte tenu de la nécessité de justifier d'un titre exécutoire, les incidents de crédit ne donnent lieu à saisie immobilière que s'ils ont fait l'objet d'un jugement définitif condamnant l'emprunteur au paiement, ou si le crédit a été conclu par acte notarié.

### Biens immobiliers concernés
Tout bien immobilier dont le débiteur est propriétaire peut être saisi (maison, appartement...). La valeur du bien immobilier doit être sensiblement équivalente au montant de la somme due.

## Procédure

### Réception d'un commandement de payer
Le créancier muni d'un titre exécutoire peut s'adresser à un huissier de justice pour obtenir le paiement d'une créance.
L'huissier présente un commandement de payer au débiteur. Le commandement de payer mentionne la date et la nature du titre exécutoire, le décompte de la dette et l'obligation de payer la somme due dans les 8 jours.
Ce commandement de payer vaut saisie du bien. Dès lors, le débiteur ne peut plus le vendre (sauf dans le cadre de la procédure de saisie), ni le donner, ni percevoir des loyers. Le débiteur peut toujours vivre dans le bien saisi, dans l'attente de la vente (sauf si le commandement de payer ordonne l'expulsion).

### Visite du commissaire de justice
Si la somme due n'est pas remboursée dans ce délai, l'huissier de justice chargé de la saisie du bien est en droit de se rendre sur place. Il établit un procès-verbal (PV) de description du bien saisi.
L'huissier peut entrer à l'intérieur du logement :
- en présence de l'occupant et même si celui-ci refuse de le laisser entrer
- ou en l'absence de l'occupant.

### Assignation à comparaître
Le commandement de payer est publié au bureau des hypothèques dans les 2 mois qui suivent sa présentation par l'huissier.
Dans les 2 mois qui suivent cette publication, le débiteur est assigné à comparaître par le ou les créanciers à une audience d'orientation devant le juge du tribunal de grande instance.

### Audience d'orientation
Durant l'audience, le juge prend connaissance des remarques et éventuelles contestations des parties (débiteur et créanciers).
Le débiteur peut demander la vente amiable du bien saisi.
Au terme de l'audience, le juge détermine la suite de la procédure :
- soit en autorisant la vente amiable du bien saisi,
- soit en ordonnant sa vente forcée,
- soit en mettant fin, en suspendant ou en interrompant la procédure de saisie.

## Vente amiable

### Demande du débiteur
Le débiteur peut demander au juge du tribunal de grande instance la vente amiable du bien sans attendre l'audience d'orientation. Dans ce cas, le débiteur prévient tous les créanciers concernés par la saisie.
À défaut, la demande de vente amiable est faite lors de l'audience d'orientation.

### Réponse du juge
La vente amiable est possible si elle est autorisée par le juge.

### Procédure
Le juge fixe le prix minimum du bien, dans le respect des conditions économiques du marché.
Il fixe la date de l'audience qui permettra de faire le point, dans les 4 mois au maximum. Dans l'attente de cette audience, le débiteur doit accomplir les démarches nécessaires à la vente du bien. Durant cette période, le créancier a le droit de demander l'arrêt de la procédure de vente amiable et d'enclencher la procédure de vente forcée du bien.
Lors de l'audience suivante, si le débiteur justifie d'un compromis de vente, un délai de 3 mois supplémentaires est accordé pour conclure l'acte authentique de vente du bien saisi.
Au terme de ces 3 mois, si le juge constate que les conditions fixées pour la vente amiable sont remplies, celle-ci est définitive.
Faute d'acheteur (ou si les conditions fixées par le juge pour la vente ne sont pas remplies), le juge ordonne alors la vente forcée du bien.

### En cas de vente du bien
La somme versée par l'acheteur n'est pas remise au propriétaire du bien. Elle est conservée avant d'être répartie entre le ou les créanciers.
Si le montant de la somme est supérieur à l'intégralité des sommes dues, le débiteur en perçoit le reste.
Si le montant de la somme est inférieur à l'intégralité des sommes dues, le débiteur est redevable du montant des dettes restantes.

## Vente forcée (vente par adjudication)

### Procédure
Le juge du tribunal de grande instance fixe la date de l'audience d'adjudication (vente aux enchères) du bien dans un délai compris entre 2 et 4 mois. Durant cette période, l'annonce de la vente forcée fait l'objet de publicité (publication dans des journaux d'annonces légales, affichage d'un avis devant le bien saisi...). Il s'agit d'informer le plus grand nombre d'enchérisseurs possibles. Cette démarche est effectuée par le ou les créanciers aux frais du débiteur.
Le ou les créancier(s) fixent le montant de la mise à prix du bien immobilier. À défaut d'enchères, le ou les créanciers seront déclarés adjudicataires d'office à ce montant.
Dans le cas où le montant de la mise à prix est manifestement insuffisant, le débiteur peut saisir le juge.

### Visite du bien
Le bien peut faire l'objet de visites, par des acheteurs potentiels, à la demande du ou des créanciers.

### Audience de la vente aux enchères
Lors de l'audience d'adjudication, toute enchère est portée par un avocat en France qui intervient au nom du potentiel acquéreur. Les avocats ayant reçu mandat d'enchérir doivent se faire connaître avant le début des enchères et déposer le chèque de banque équivalent à 10% de la mise à prix (avec un minimum de 3.000 €. Après que le juge de l'exécution (JEX) ait annoncé le début des enchères, chaque candidat-acquéreur dispose d'un délai d'une minute et trente secondes pour annoncer une enchère par l'intermédiaire de son avocat. La dernière enchère emporte l'adjudication.
Toute personne peut faire une surenchère dans les 10 jours suivant l'audience d'adjudication, par l'intermédiaire d'un avocat. Cette surenchère est au minimum égale à 10 % du prix principal de la vente, et entraîne la fixation d'une audience d'une nouvelle vente publique sur surenchère.

### Au terme de l'audience d'adjudication (ou de surenchère, si elle a lieu)
Au terme de l'audience, un jugement d'adjudication récapitule l'ensemble des contestations tranchées par la décision.
Après expiration des délais de recours, la somme récoltée au terme de la dernière enchère est répartie entre les créanciers. Après remboursement, le juge met fin à la procédure de saisie.
L'acheteur du bien (ou l'adjudicataire) est en droit de demander l'expulsion du débiteur qui occupe le bien saisi, sauf si le cahier des conditions de vente prévoit son maintien dans les lieux.

## Détails sur la mise aux enchères
En cas de saisie judiciaire, le bien est mis à la vente aux enchères publiques. La vente aux enchères publiques est toujours effectuée au Tribunal judiciaire  avec un Juge. Pour porter les enchères il faut être représenté par un avocat inscrit au barreau du Tribunal où a lieu la vente.
L'acquéreur doit prendre contact avec un avocat du barreau concerné qui le représentera lors de la vente, et à qui on remettra un pouvoir pour enchérir, avec les instructions (prix, etc.).
Modalités préalables à l'enchère : Préalablement à l’audience de vente, remettre à l'avocat, un chèque de banque d’un montant d’au moins 10 % de l’enchère maximale envisagée auquel il faut ajouter les frais de procédure et de publicité préalable (ce chèque est restitué en cas de non adjudication).
Pour les ventes aux enchères publiques, il n'y a pas de délai de réflexion de 7 jours (dérogation à la loi SRU) et pas de clause suspensive d'obtention des crédits (dérogation également à la loi SCRIVENER).
Le jugement d'adjudication vaut titre de propriété :
Les intérêts de l’acquéreur sont préservés et garantis par le contrôle du tribunal judiciaire et la liberté des enchères. Le caractère public d'une telle vente élimine toute possibilité de contestation postérieurement au prononcé de l'adjudication.
Le versement du prix doit avoir lieu au plus tard à l'expiration du délai de trois mois de l'adjudication devenue définitive.
Dans les 10 jours qui suivent la vente, il est possible de faire une surenchère du dixième au moins du prix principal de la vente. Cette surenchère doit être formée par acte d’avocat et déposée au greffe du juge de l’exécution dans les 10 jours suivant l’adjudication.
Une revente sur surenchère aura alors lieu. La nouvelle mise à prix sera le montant adjugé augmenté de 10%. Il ne peut y avoir une nouvelle surenchère.